# Gwyn Jones
Gwyn Jones (New Tredegar, 1907 – Aberystwyth, 6 dicembre 1999) è stato uno storico gallese, traduttore di letteratura e storia scandinava.
Tra i suoi lavori figurano traduzioni di saghe, sotto i seguenti titoli: Four Icelandic Sagas (1935), The Vatndalers' Saga (1944), The Mabinogion (1948), Egil's Saga (1960), Eirik the Red and Other Icelandic Sagas (1961) e The Norse Atlantic Saga (1964).
Inoltre fu autore di A History of the Vikings (1968) e Kings, Beasts and Heroes (1972).
Si dedicò anche ad importanti studi e traduzioni delle tradizioni anglo-gallesi. Le sue novelle e raccolte di storie comprendono Richard Savage (1935), Times Like These (1936), The Nine Days' Wonder (1937) e Garland of Hays (1938), The Buttercup Field (1945), The Flowers beneath the Scythe (1952), Shepherd's Hey (1953) e The Walk Home (1962).
A Jones si deve pure la fondazione, nel 1939, di The Welsh Review, che stampò sino al 1948; questo periodico svolse un'opera preziosa per portare su un piano più elevato la discussione sugli studi e scritti gallesi ed attirò su questii l'interesse di autori come T. S. Eliot e J. R. R. Tolkien.
Il suo costante impegno nel valorizzare la letteratura gallese gli valse un posto nel "Welsh Committee of the Arts Council of Great Britain". Contribuì inoltre alla letteratura anglo-gallese con tre testi: The First Forty Years (1957), Being and Belonging (1977), e Babel and the Dragon's Tongue (1981).
Fu professore di lingua e letteratura inglese all'università di Aberystwyth e di Cardiff nel Galles.

## Premi
In riconoscimento delle sue conoscenze, Jones ricevette la Croce del Commendatore dell'Ordine del Falcone dal presidente islandese Ásgeir Ásgeirsson nel 1963.

## Libri pubblicati
- Four Icelandic Sagas (1935)
- Richard Savage (1935)
- Times Like These (1936)
- The Nine Days' Wonder (1937)
- Garland of Hays (1938)
- The Vatndalers' Saga (1944)
- The Buttercup Field (1945)
- Mabinogion|The Mabinogion (1948)
- The Flowers beneath the Scythe (1952)
- Shepherd's Hey (1953)
- The First Forty Years (1957)
- Egil's Saga (1960)
- Eirik the Red and Other Icelandic Sagas (1961)
- The Walk Home (1962)
- The Norse Atlantic Saga (1964)
- A History of the Vikings (1968)
- Kings, Beasts and Heroes (1972)
- Being and Belonging (1977)
- Babel and the Dragon's Tongue (1981)